# Schartschrofen
Schartschrofen är en bergstopp i Österrike.   Den ligger i distriktet Reutte och förbundslandet Tyrolen, i den västra delen av landet, 400 km väster om huvudstaden Wien. Toppen på Schartschrofen är 1 846 meter över havet. Schartschrofen ingår i Tannheimer Gebirge.
Terrängen runt Schartschrofen är bergig åt sydost, men åt nordväst är den kuperad. Runt Schartschrofen är det ganska glesbefolkat, med 26 invånare per kvadratkilometer.. Närmaste större samhälle är Reutte, 8,9 km öster om Schartschrofen. 
I omgivningarna runt Schartschrofen växer i huvudsak blandskog.